# Teresa Magalhães
 (octobre 2023).
Si vous disposez d'ouvrages ou d'articles de référence ou si vous connaissez des sites web de qualité traitant du thème abordé ici, merci de compléter l'article en donnant les références utiles à sa vérifiabilité et en les liant à la section « Notes et références ».
Teresa Magalhães, née Maria Teresa Marques Magalhães le 11 mars 1944 à Lisbonne et morte le 19 octobre 2023 dans la même ville, est une peintre portugaise.
Elle est décorée par la présidence de la République portugaise du grade de Grand Officier de l'ordre de l'Infant Dom Henri en 2004.

## Biographie
Teresa Magalhães est diplômée de l'École des Beaux-Arts de Lisbonne (Escola Superior de Belas Artes de Lisboa) en 1970.
Elle reçoit une bourse de la Fondation Calouste Gulbenkian de 1976 à 1979 et fait partie du groupe «5 + 1» avec le sculpteur Virgílio Domingues et les peintres João Hogan, Júlio Pereira, Guilherme Parente ainsi que Sérgio Pombo, avec qui elle était mariée.
En 1990, elle est commissaire de l'exposition « Peintres portugais du XXe siècle » au Leal Senado de Macao et en 1996, elle est artiste invitée par la ville de Lisbonne pour réaliser deux panneaux d’azulejos à la station de métro Martin Place de Sydney en Australie.
Elle expose régulièrement au Portugal et à l'étranger depuis 1974.
Teresa Magalhães meurt le 19 octobre 2023 à l'âge de 79 ans, à l'hôpital de São José de Lisbonne, d'une pneumonie.

## Distinctions
- Grand officier de l'ordre de l'Infant Dom Henri

## Prix
- 1977 – Prix Malhoa, Lisbonne.
- 1981 - Prix d'édition à la «IIIe Exposition Nationale de Gravure», Fondation Calouste Gulbenkian.
- 1982 – Mention honorable, « Lagos 82 ».
- 1984 – Prix Acquisition « I Exposition du Banco de Fomento Nacional », Lisbonne, Portugal.
- 1986 – Mention honorable « Biennale V Vila Nova de Cerveira », Portugal.
- 1987 – Prix d'exposition à la « IVe Exposition Nationale de Gravure », Lisbonne, Fondation  Gulbenkian, Portugal.
- 1988 – Prix d'acquisition « Exposition Bicentenaire Ministère des Finances », Lisbonne.
- 1994 – Prix d'acquisition « Biennale d'Art I AIP – Tendances des années 90 », Europarque, Santa Maria da Feira.

## Expositions personnelles (sélection)
- 1974 – Galeria São Francisco, Lisbonne.
- 1977 – Galerie d'Art Moderne, Société Nationale des Beaux-Arts, Lisbonne.
- 1979 - « Peinture, Collage, Actualités », Galerie d'Art Moderne, société nationale des Beaux-Arts, Lisbonne.
- 1980 – « Gestes de couleur – Signes de la Terre », Fondation Calouste Gulbenkian, Lisbonne.
- 1982 – « Mémoire du cinéma », Galeria Ana Isabel, Lisbonne, Portugal.
- 1983 – Galerie Quetzal, Funchal.
- 1983 – Galerie Rome et Pavie, Porto.
- 1985 – Galerie Altamira.
- 1988 – Sala Atlantica – Galeria Nasoni, Porto.
- 1990 – Galeria Nasoni, Lisbonne.
- 1991 – Galerie Leal Senado, Macao.
- 1991 – Galerie Nasoni, Porto.
- 1992 – Galerie Trem, Faro.
- 1994 – Galerie Nasoni, Porto.
- 1996 – Galerie des Beaux-Arts Martin Browne, Sydney.
- 1997 – Galeria São Mamede, Lisbonne.
- 1999 – Fondation Calouste Gulbenkian – Centre d'Art Moderne, Lisbonne
- 2005 - Peinture - Installation, Salão Nobre de la Société Nationale des Beaux-Arts de Lisbonne, Portugal.
- 2007 - Galeria Valbom, Lisbonne.

## Expositions collectives au Portugal (sélection)
- 1970 – « Exposition Mobil », Société Nationale des Beaux-Arts, Lisbonne, Portugal.
- 1974 – « Hommage à Bosch », Musée National d'Art Ancien, Lisbonne, Portugal.
- 1975 – Société Nationale des Beaux-Arts « Colagens », Lisbonne, Portugal.
- 1975 – « 100 œuvres du patrimoine de la communication sociale » à Lisbonne, Portugal.
- 1976 – Grupo « 5+1 », Société Nationale des Beaux-Arts, Lisbonne, Portugal.
- 1977 – « Artistes portugais », SNBA, Lisbonne et Musée d'Évora.
- 1979 – « Panorama das Galerias », Galerie Nationale d'Art Moderne, Lisbonne.
- 1979 – Exposition d'art moderne portugais de 1968 à 1978, Fundação Calouste Gulbenkian et S. ET. W. , Lisbonne
- 1979 – « 2e Exposition de gravures », Fondation Calouste Gulbenkian, Lisbonne.
- 1980 – « Inventário 3 », Acquisition du Secrétariat d'État à la Culture, Galerie Nationale d'Art Moderne, Lisbonne.
- 1981 – « Aspects de l'art abstrait 1970/80 », SNBA, Lisbonne.
- 1981 - « 3ème Exposition Nationale de Gravure », Fondation Calouste Gulbenkian, Lisbonne.
- 1981 – « O Bicho », Galeria Ana Isabel, Lisbonne.
- 1982 – « Lagos 82 ».
- 1983 – « ARUS », Musée National Soares dos Reis, Porto.
- 1983 – « Aspects de l'art portugais actuel », SNBA, Lisbonne.
- 1984 – « Onze Jeunes Peintres Portugais », Goethe Institut de Lisbonne et Musée National Soares dos Reis, Porto.
- 1984 – « Exposition d'art I Banco de Fomento », Lisbonne.
- 1984 – «IVe Biennale de Vila Nova de Cerveira».
- 1984 – « Lagos 84 ».
- 1984 – « Geste, signe et écriture », Galerie Quadrum.
- 1985 – « Femina Dialogue », SNBA, Lisbonne.
- 1985 – Exposition « Association Internationale des Critiques d'Art », SNBA, Lisbonne.
- 1985 – « 1ère Biennale des Açores et de l'Atlantique ».
- 1986 – « Lagos 86 ».
- 1986 – « IIIe Exposition des Beaux-Arts de la Fondation Calouste Gulbenkian », Lisbonne.
- 1986 – « Biennale V Vila Nova de Cerveira ».
- 1986 – « Collection Weisman » (Los Angeles), Fondation Calouste Gulbenkian, Lisbonne.
- 1987 – « 10 Amado(e)res », CAM, Fondation Calouste Gulbenkian, Lisbonne.
- 1987 – « 4ème Exposition Nationale de Gravure » Fondation Calouste Gulbenkian.
- 1987 – « Exposition Ibérique de Campo Maior ».
- 1987 – « IIe Biennale d'Art des Açores et de l'Atlantique ».
- 1987 – « IIe Exposition Nationale d'Art Moderne », Fundação de Serralves, Porto.
- 1987 – « Azares da expression », Fondation Calouste Gulbenkian, Lisbonne.
- 1987 – « MARCA », Madère, 1987.
- 1988 – « Les artistes et la mer », Açores.
- 1988 – « Bicentenaire du Ministère des Finances ». SNBA, Lisbonne et Fundação de Serralves, Porto.
- 1988 – « 10 juin », Covilhã, Funchal, Açores, Évora et Caldas da Rainha.
- 1989 – « La Terre et l'Homme », Fondation Calouste Gulbenkian. Mairie d'Alpiarça.
- 1990 – « Collection de peintures portugaises de 1842/1979 », Palácio de Queluz, Portugal.
- 1993 – « Tendances de l'Art contemporain au Portugal », Convento dos Loios, Santa Maria da Feira, Portugal.
- 1994 – Exposition « Grand Prix BANIF de Peinture », BANIF, Lisbonne, Portugal.
- 1994 – « 1ère Biennale d'Art AIP – Tendances des années 90 » Europarque, Santa Maria da Feira.
- 1995 – Exposition « Musique et autres images », Musée municipal d'Estremoz.
- 1997 – Exposition « Prix Amadeo Souza - Cardoso. Musée municipal Amadeo Souza-Cardoso, Amarante, Portugal.
- 1998 – « Sensibilités féminines de notre temps » Palácio Foz, Portugal.
- 1998 – « L'art dans le temps », Fundação D. Luís I, Cascais et Galeria Fernando Santos, Porto, Portugal.
- 2001 – Exposition « Mote et Transfigurations », Salle SNBA, Lisbonne, Portugal.
- 2001 – Exposition « 3ème Prix Amadeo de Souza-Cardoso, Amarante, Portugal.
- 2005 - Calligraphies (Variations sur la peinture écrite) - Édition incluse dans le numéro spécial 17/18 de la revue Mealibra.
- 2007 - "50 ans d'art portugais", Fondation Calouste Gulbenkian.
- 2007 - "6ème Prix Amadeo de Souza-Cardoso", Musée Municipal Amadeo de Souza-Cardoso.
- 2008 - Artiste invité à créer une MURALE pour le Terrain de Jeux du Centre Scolaire Paredes - Alenquer.
- 2008- Exposition collective « CALIGRAFIAS » organisée par Maria João Fernandes à la Fundação Portuguesa das Comunicações – Lisbonne et au Musée Francisco Tavares Proença Júnior – Castelo Branco.